# Marco Velo
Marco Velo (né le 9 mars 1974 à Brescia) est un coureur cycliste italien, professionnel de 1996 à 2010. Il a notamment remporté le championnat d'Italie du contre-la-montre à trois reprises.

## Biographie
Coureur complet, très bon rouleur, Velo a remporté 5 courses contre-la-montre au cours de la première partie de sa carrière, dont 3 titres de Champion d'Italie du contre-la-montre. Il termina aussi 11e du Tour d'Italie en 2001. Dans la deuxième partie de sa carrière, il se fait équipier pour le sprinteur Alessandro Petacchi.

### 1996-1997: Brescialat, les débuts
Marco Velo est passé professionnel en 1996 au sein de l'équipe Brescialat. Dans un premier temps, il s'affirme comme un coureur complet, à l'aise sur les parcours vallonnés. Il termine ainsi septième du Critérium International dès sa deuxième saison professionnelle, et remporte une étape du Tour du Trentin.

### 1998-2001: Mercatone Uno, la confirmation
En 1998, il quitte Brescialat pour l'équipe Mercatone Uno. Il confirme alors ses remarquables aptitudes de rouleur-grimpeur, terminant en particulier 15e du Tour du Pays basque et 20e du Tour d'Italie remporté par son leader, Marco Pantani, grâce à une quatrième place dans le dernier contre-la-montre. Il remporte dans la foulée deux victoires consécutives, toutes deux contre-la-montre, sur la Coupe des Nations, puis au Championnat d'Italie contre-la-montre. En octobre, il termine quatrième du Tour du Piémont, puis 11e du Tour de Lombardie, et remporte l'épreuve contre-la-montre Florence-Pistoia.
La saison suivante confirme les aptitudes de Marco Velo. En début de saison, il termine deuxième du Trophée de l'Etna derrière Alessandro Baronti, cinquième du Grand Prix Miguel Indurain puis 13e du Tour du Pays basque. Il fait preuve d'une grande régularité sur les classiques ardennaises, terminant 7e de la Flèche wallonne, 13e de Liège-Bastogne-Liège et 10e de l'Amstel Gold Race. Contraint à l'abandon sur le Tour d'Italie après le contrôle positif de son leader Marco Pantani, il termine deuxième de la Coupe des Nations, battu par Serhiy Honchar, mais remporte son deuxième titre de Championnats d'Italie de cyclisme. Il se montre à son avantage sur les semi-classiques italiennes estivales, mais est à nouveau battu au sprint par Alessandro Baronti sur le Grand Prix de l'industrie et du commerce de Prato. Il remporte cependant sa deuxième victoire de la saison en Espagne, sur le Grand Prix de Llodio. En fin de saison, il termine 8e du Tour de Lombardie, et remporte pour la deuxième fois Florence-Pistoia.
Après ces deux belles saisons, la saison 2000 est plus décevante pour Velo. Malgré une troisième place sur la Semaine internationale Coppi et Bartali, il abandonne à nouveau le Tour d'Italie, et déçoit sur les classiques ardennaises, qu'il termine toutes entre la 15e et la 20e place. En juin, il termine tout de même quatrième de la Coupe des Nations, et remporte pour la troisième fois de rang le Championnat d'Italie contre-la-montre. Sur cette dernière course, il est contrôlé positif au salbutamol, un anabolisant, mais est ensuite disculpé par le CONI.
En 2001, après un début de saison décevant, Velo crée la surprise sur le Tour d'Italie. Dans les dix premiers des deux contre-la-montre, il réussit une remarquable dernière semaine en montagne pour terminer le Giro à la 11e place. Après cette performance, il termine à nouveau deuxième de la Coupe des Nations, derrière Davide Rebellin, et remporte un quatrième titre de Champion d'Italie du contre-la-montre. Ce jour-là, il est à nouveau contrôlé positif. Il est déchu de son titre au profit d'Andrea Peron et interrompt sa saison.

### 2002-2008: Fassa Bortolo puis Milram: l'ère Petacchi
À partir de 2002, Velo devient l'un des poissons-pilotes du sprinteur italien Alessandro Petacchi dans l'équipe Fassa Bortolo. Même s'il réussit encore quelques performances, terminant 21e du Tour d'Italie 2003, le dévouement de Velo dans son nouveau rôle de gregario lui laisse peu d'occasions d'enrichir son palmarès.
En 2006, à la fin de l'équipe Fassa Bortolo, il suit Alessandro Petacchi chez Milram, où il reste trois saisons.

### 2009-2010: Quick Step, la fin de carrière
En 2009, Velo rejoint l'équipe Quick Step. Il aide Tom Boonen à remporter le Tour du Qatar et fait un bon Tour de Turquie. Il décide de prendre sa retraite sportive à l'issue du Tour de Lombardie 2010.

### Après carrière
En 2011, il devient directeur sportif de l'équipe Quick Step en 2011. Il est ensuite régulateur sur les courses organisées par RCS Sport. En novembre 2011, il est nommé responsable du contre-la-montre au sein de la Fédération italienne,.

## Dopage
Le début de la carrière de Marco Velo est retardé par un contrôle positif à la gonadotrophine chorionique qui lui vaut une première suspension de deux ans.
Sur les championnats d'Italie du contre-la-montre de 2000 et 2001, il est contrôlé positif. En 2000, son contrôle positif au salbutamol est disculpé par le CONI pour raisons médicales, mais il perd son titre de 2001 (positif à l'éphédrine).
En 2010, les autorités ont perquisitionné les domiciles d'un certain nombre de coureurs professionnels, dont celui de Marco Velo dans le cadre d'une enquête sur le dopage lors du Girobio.

## Vie privée
En juillet 2020, lors d'une sortie à vélo dans la province de Brescia, sa compagne Roberta Agosti est mortellement percutée par un camion.

## Palmarès

### Palmarès amateur
- 1992
  -  Champion du monde du contre-la-montre par équipes juniors (avec Massimiliano Mori, Massimiliano Martini et Alessandro Romio)
  - 4e étape des Trois Jours d'Axel
  - Une étape des Tre Ciclistica Bresciana
  - 2e des Tre Ciclistica Bresciana
- 1995
  - Gran Premio San Gottardo
  - Gran Premio Sannazzaro
  - 2e du Circuito Guazzorese
  - 3e de Milan-Rapallo

### Palmarès professionnel
- 1997
  - 4e étape du Tour du Trentin
- 1998
  -  Champion d'Italie du contre-la-montre
  - Coppa delle Nazione (contre-la-montre)
  - Grand Prix Guillaume Tell :
    - Classement général
    - 4eb étape (contre-la-montre)

  - Florence-Pistoia
  - 2e du GP Europe (avec Marco Serpellini)
- 1999
  -  Champion d'Italie du contre-la-montre
  - GP Llodio
  - Florence-Pistoia
  - 2e du Tour de la province de Syracuse
  - 2e du Grand Prix de l'industrie et du commerce de Prato
  - 2e de la Coupe des Nations - Mémorial Fausto Coppi
  - 7e de la Flèche wallonne
  - 8e du Tour de Lombardie
  - 10e de l'Amstel Gold Race
- 2000
  -  Championnat d'Italie du contre-la-montre
  - 3e du Memorial Cecchi Gori
- 2001
  - 2e de la Coupe des Nations - Mémorial Fausto Coppi
- 2004
  - 1reb étape de la Semaine internationale Coppi et Bartali (contre-la-montre par équipes)
- 2005
  - 1reb étape de la Semaine internationale Coppi et Bartali (contre-la-montre par équipes)
  - 3e du Tour de Toscane

### Résultats sur les grands tours

#### Tour de France
6 participations
- 2000 : 39e
- 2002 : 54e
- 2003 : abandon (7e étape)
- 2004 : abandon (3e étape)
- 2006 : 99e
- 2008 : 44e

#### Tour d'Italie
11 participations
- 1996 : 81e
- 1997 : 30e
- 1998 : 20e
- 1999 : abandon
- 2000 : abandon
- 2001 : 11e
- 2003 : 21e
- 2004 : 101e
- 2005 : 103e
- 2008 : 87e
- 2010 : 108e

#### Tour d'Espagne
6 participations
- 2002 : 57e
- 2004 : 114e
- 2005 : non-partant (20e étape)
- 2006 : 118e
- 2007 : 117e
- 2009 : 93e